# Tirunesh Dibaba
Pour les articles homonymes, voir Dibaba.
Tirunesh Dibaba (née le 1er juin 1985 à Bekoji dans la province de l'Arsi) est une athlète éthiopienne, spécialiste des courses de fond. Elle a remporté entre 2003 et 2013 trois titres olympiques, cinq titres de championne du monde sur piste et quatre titres de championne du monde du cross-country (dont 1 en cross court). Elle est la première athlète à avoir réalisé le doublé sur 5 000 et 10 000 mètres lors d'une même édition des Jeux olympiques (en 2008), et aussi la première à remporter le 10 000 mètres deux fois consécutivement lors des Jeux (en 2008 et 2012). De 2008 à 2020, elle a également détenu le record du monde du 5 000 mètres avec le temps de 14 min 11 s 15, établi à Oslo.
Elle est la sœur cadette de Ejegayehu Dibaba et aînée de Genzebe Dibaba, et l'épouse de Sileshi Sihine.

## Biographie

### Enfance et débuts dans l'athlétisme
Tirunesh Dibaba est née le 1er juin 1985 à Chefa, une petite ville dans la province de l’Arsi, à 260 km au sud-ouest d’Addis-Abeba. Son père s’appelle Dibaba Keneni et sa mère Gutu Tola. Cousine de Derartu Tulu, elle rejoint, avec sa sœur aînée Ejegayehu Dibaba, la capitale éthiopienne Addis-Abeba, alors âgée de 14 ans. Inscrite trop tard, elle ne peut aller à l'école et passe son année à s'entraîner à la course à pied. Après une quatrième place dans une course locale, elle participe au championnat d'Éthiopie où elle obtient sa qualification pour se rendre en Belgique aux championnats du monde de cross 2001. Lors de ceux-ci, elle termine à la cinquième place de la course junior.
La Fédération éthiopienne la condamne à deux ans de suspension à la suite de problèmes de contrat, entre le club de la police et le club de la police pénitentiaire. Après un accord, cette suspension est finalement réduite à six mois.
En 2002, elle obtient la médaille d'argent des mondiaux juniors qui se déroulent en Jamaïque, devancée par sa compatriote Meseret Defar. Durant la saison hivernale, elle avait également terminé à la deuxième place lors des mondiaux de cross 2002.
Lors de la saison hivernale 2002-2003, elle remporte le championnat du monde junior de cross, puis le lendemain, elle termine septième de la course senior, contribuant ainsi à la médaille d'argent de l'Éthiopie dans le classement par équipes. Sa saison estivale débute par un record du monde junior du 5 000 mètres, établi en Norvège.

### Première victoire aux championnats du monde
L'événement majeur en athlétisme durant cette saison se situe à Paris Saint-Denis lors de la finale du 5000m des Championnats du monde 2003. Dans une course composée de grands noms, Gabriela Szabo, Edith Masai, Isabella Ochichi, Berhane Adere, elle entame la dernière ligne droite en quatrième position, mais grâce à un dernier 100 mètres parcouru en 13 s 5, elle franchit la ligne en première position. Elle remporte la médaille d'or, devenant ainsi l'athlète titrée la plus jeune de l'histoire des Championnats du monde.
En 2004, elle établit un nouveau record du monde junior du 3 000 mètres en salle, en 8 min 33 s 56 à Birmingham. Puis elle termine à la seconde place des mondiaux de cross 2004, remportant le titre par équipe. Elle bat de nouveau son record du monde junior du 5 000 mètres, en 14 min 30 s 88. Mais durant cette période, elle termine souvent battue lors de ses courses, en particulier par Defar.
Une blessure au genou perturbe sa préparation pour les Jeux olympiques 2004 d'Athènes. Lors de ceux-ci, elle est battue par sa compatriote Meseret Defar et la Kenyane Isabella Ochichi et remporte la médaille de bronze,. Elle devient toutefois la plus jeune médaillée olympique de l'Éthiopie.
Durant la saison hivernale, elle imite son compatriote Kenenisa Bekele en remportant les deux titres mondiaux du cross court et du cross long, un doublé qui n'avait plus été réalisé chez les femmes depuis l'Irlandaise Sonia O'Sullivan en 1998. Elle a peu de temps auparavant, en janvier, battu le record du monde du 5 000 mètres en salle, record établi en 14 min 32 s 93 lors de la réunion de Boston.

### Doublé lors des championnats du monde 2005
Lors des Championnats du monde d'athlétisme 2005 d'Helsinki, elle décide également de doubler les deux distances du 5 000 et du 10 000 mètres. Elle gagne le 10 000 mètres devant ses compatriotes Berhane Adere, détentrice du titre mondial, et sa sœur Ejegayehu Dibaba ; puis elle remporte sa deuxième médaille d'or au 5 000 mètres, dans une course dominée par les éthiopiennes qui terminent aux quatre premières places, sa sœur Ejegayehu Dibaba remportant sa seconde médaille de bronze des mondiaux,.
En 2006 elle passe tout près de la prime promise aux athlètes qui gagneraient les 6 épreuves de la Golden League, étant battue lors du dernier 5 000 mètres du meeting de Berlin par Meseret Defar.

### Championnats du monde 2007

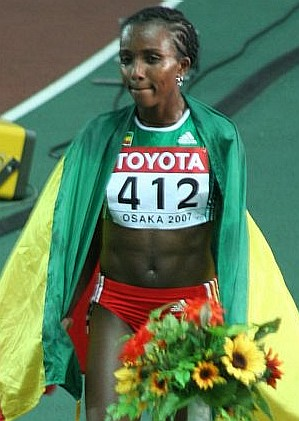
Victoire sur 10000 mètres à Osaka

Durant la saison 2007, elle établit dans le temps de 14 min 27 s 42 un nouveau record du monde du 5 000 mètres en salle, à Boston. Durant la saison estivale, Defar et Tirunesh Dibaba s'évitent, leur affrontement étant prévu lors des mondiaux 2007 d'Osaka. Lors du 10 000 mètres de ces championnats, Dibaba est la grande favorite. Mais préoccupée par des douleurs à l'estomac, elle heurte deux concurrentes qui étaient tombées. Elle se retrouve alors seule à environ 20 mètres derrière les autres concurrentes. Elle prend même un peu d'eau sur les tables de ravitaillement mises en place en raison des conditions climatiques. Puis peu à peu, elle revient au train sur ses adversaires. La turque d'origine éthiopienne Elvan Abeylegesse essaye de forcer la décision en accélérant le train. Mais, à 300 mètres de la ligne, Dibaba place une accélération fulgurante pour remporter son quatrième titre mondial. À l'arrivée, elle confia que si elle n'avait pas portée les couleurs de son pays, elle aurait abandonnée en raison de ses douleurs,. En raison des efforts fournis, elle décide toutefois de ne pas s'aligner sur le 5 000 mètres, distance sur laquelle un tour de qualification est prévu.

### Doublé historique aux jeux de Pékin en 2008
Lors de la saison hivernale 2007-08, elle remporte le titre de championne du monde de cross 2008 à Édimbourg, remportant également le titre par équipe. Lors de ces mondiaux, sa jeune sœur Genzebe remporte le titre junior. Puis, en début de la saison estivale 2008, elle bat le record du monde du 5 000 mètres en 14 min 11 s 15/100, le vendredi le 6 juin 2008 lors du meeting du Bislett d'Oslo, épreuve de la Golden League.
Aux Jeux olympiques de Pékin, elle remporte son premier titre olympique en réalisant la 2e performance mondiale de l'année sur le 10 000 mètres, avant de doubler sur 5 000 mètres (comme aux Mondiaux de 2005). Lors de ces deux courses, elle devance Elvan Abeylegesse, sa compatriote et néanmoins rivale Defar se contentant d'une médaille de bronze sur le 5 000 mètres. Elle devient la première femme à réaliser le doublé 5 000 mètres - 10 000 mètres aux jeux olympiques.

### 2009 - 2011: forfaits et blessures
Elle doit déclarer forfait pour les mondiaux de cross 2009 en raison de douleurs dans les deux pieds. Puis, après avoir de nouveau été blessé en début de la saison estivale, elle réussit un test satisfaisant à Crystal Palace en établissant la meilleure performance mondiale de l'année sur le 5 000 m. Cependant, insuffisamment rétablie, elle déclare forfait pour les mondiaux de Berlin.
En 2010, elle remporte les championnats d'Afrique sur 10000 mètres. Elle doit ensuite à nouveau interrompre sa carrière en raison d'une fracture de stress au tibia et ne peut participer aux Championnats du monde d'athlétisme 2011 où la kényane Vivian Cheruiyot gagne le 5 000 et le 10 000 mètres.

### 2012: Jeux olympiques de Londres
Fin 2011, elle revient à la compétition et remporte le 31 décembre le 10 000 de la San Silvestre Vallecana à Madrid. Elle termine ensuite première d'autres courses de fond et se déclare prête à concourir aux prochains jeux olympiques. En août 2012, lors des jeux olympiques de Londres, elle enlève la médaille d'or sur le 10 000 mètres grâce à un dernier tour très rapide. Elle précède Sally Kipyego et Vivian Cheruiyot, double championne du monde en titre. Au terme de 4 années marquées par de nombreuses blessure, elle est la première athlète à gagner cette course sur deux olympiades consécutives. C'est aussi sa 9e victoire en autant de 10 000 mètres depuis le début de sa carrière chez les seniors. Elle prend ensuite la 3e place du 5 000 mètres, la victoire revenant à Meseret Defar devant Vivian Cheruiyot.

### 2013: Mondiaux de Moscou
Aux Mondiaux de Moscou en 2013, Tirunesh Dibaba ne s'aligne finalement que sur 10 000 m, alors que son éternelle rivale Meseret Defar remportera le 5 000 m. Comme annoncé, Dibaba est sacrée championne du monde pour la cinquième fois de sa carrière en s'imposant en 30 m 43 s 35 devant Gladys Cherono (30 m 45 s 17) et Belaynesh Oljira (30 m 46 s 98).

### Rivalité Dibaba - Defar

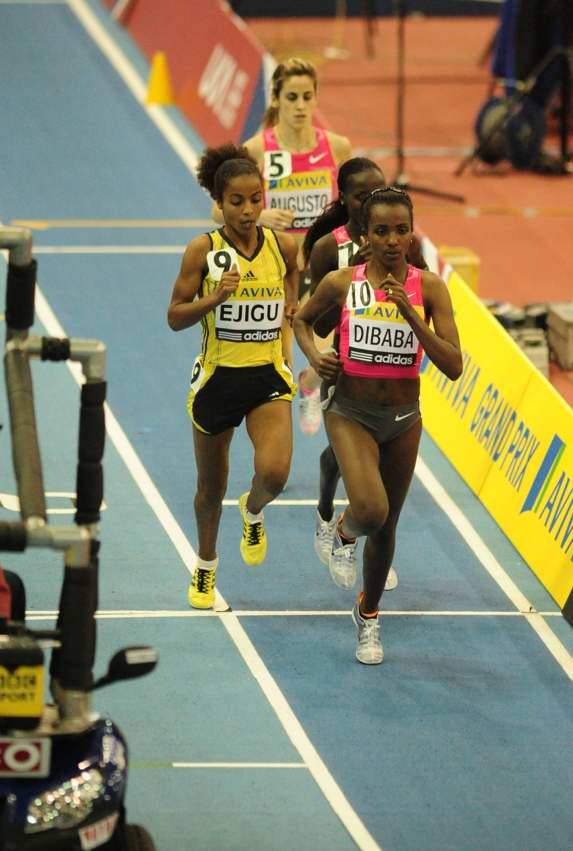
Tirunesh Dibaba en 2010 lors du meeting indoor de Birmingham.

L'une des premières rencontres entre Defar et Dibaba se situe sur des pistes internationales lors des championnats du monde juniors 2002 de Kingston. Defar remporte les deux titres du 3 000 mètres et du 5 000 mètres, ce dernier devant Dibaba qu'elle devance d'une seconde.
Depuis cette course et jusqu'à l'entame des jeux de Pékin, les deux femmes se rencontrent à 22 reprises sur la distance du 5 000 mètres. Defar domine légèrement ces confrontations, avec 12 victoires pour 10 pour sa rivale. Durant la saison 2006, sept courses les voient s'affronter, le 5 000 mètres féminin étant l'une des courses choisie pour la Golden League 2006. Dibaba, qui, officiellement considère Defar comme une sœur (« We are very good friends off the track. She is like a sister to me. »), devance sa compatriote sur quatre d'entre elles. Mais dans l'une des courses les plus importantes de la saison, Defar prive sa compatriote de la prime accordée aux vainqueurs de la Golden League en l'empêchant de remporter la sixième et dernière manche de celle-ci, disputée lors du meeting ISTAF de Berlin. Ce meeting fait suite au Mémorial Van Damme où les deux athlètes étaient en concurrence dans une course montée pour battre le record du monde. Mais cette course ne se passe pas comme prévu et les lièvres abandonnent rapidement. Defar, alors en tête, fait signe à sa compatriote de la relayer mais celle-ci l'ignore. Dibaba remporte finalement la course.
Depuis la finale mondiale de l'athlétisme 2006, qui voit Dibaba triompher sur 5 000 et Defar sur 3 000, sans qu'aucune des vaincues ne vienne saluer la vainqueure, les deux athlètes ne se rencontrent plus sur les pistes.
Le premier rendez-vous programmé est la finale du 5 000 mètres des championnats du monde d'Helsinki. Mais, Dibaba doit finalement déclarer forfait en raison de problèmes qui l'ont handicapée lors de la finale du 10 000 mètres.
L'opposition continue toutefois par record interposé : en juin 2008, lors du Bislett Games d'Oslo, Dibaba établit, avec 14 min 11 s 15, un nouveau record du monde sur la distance du 5 000 mètres, record détenu précédemment détenu par Defar. Quelques jours plus tard, celle-ci échoue à reprendre son bien avec un temps de 14 min 12 s 88.
La finale du 5 000 des jeux de Pékin voit deux objectifs s'affronter : Defar envisage de devenir la première femme à remporter deux titres consécutifs de la distance ; Dibaba pour sa part désire devenir la première à réaliser le doublé 5 000-10 000. Le duel, arbitré par la Turque d'origine éthiopienne Elvan Abeylegesse voit finalement Dibaba s'imposer. Toutefois, au contraire de leurs rencontre précédentes, les deux athlètes se sont donné l'accolade à l'issue de la course.
La rivalité continue toutefois par la suite : le 18 février 2009, Defar établit un nouveau record du monde du 5 000 m en salle lors du meeting de Stockholm avec le temps de 14 min 24 s 37, privant ainsi Dibaba d'un record qu'elle détenait depuis 2005 et qu'elle avait elle-même battu en 2007. La rivalité entre Tirunesh Dibaba et Meseret Defar est tellement intense qu'en Éthiopie, lorsque deux gamines se chamaillent, les parents les réprimandent d'un ne fais pas ta Tirunesh ou ta Meseret.
En 2013 à Moscou, alors qu'elles étaient inscrites aux Championnats du monde toutes deux à la fois sur 5 000 et 10 000 m, Tirunesh Dibaba et Meseret Defar décident, trois jours avant le début des épreuves à Moscou, de ne pas s'y affronter ; Dibaba remportera le 10 000 m et Defar le 5 000 m.

### Jeux olympiques de Rio 2016 et championnats du monde de Londres 2017
De retour sur les pistes après une maternité et une blessure, Tirunesh Dibaba arrive aux Jeux olympiques de Rio dans le but de conquérir un 3e titre consécutif sur le 10 000 m : mais lors de ces Jeux, au terme de ce qui est la plus belle course de tous les temps, l'Éthiopienne remporte la médaille de bronze avec un nouveau record personnel en 29 min 42 s 56, améliorant sa meilleure marque de 2008 (29 min 54 s 66). Ce temps, qui aurait constitué la 2e meilleure performance mondiale de tous les temps, ne sera finalement que le 4e du fait du record du monde d'Almaz Ayana (29 min 17 s 45) dans cette même course et la 2e place de la Kényane Vivian Cheruiyot (29 min 32 s 53).
Le 5 août 2017, Tirunesh Dibaba remporte la médaille d'argent des championnats du monde de Londres sur 10 000 m derrière Almaz Ayana. Elle marque ainsi l'histoire de sa discipline et de l'athlétisme.
Le 9 octobre 2017, Tirunesh Dibaba gagne le premier marathon international de sa carrière en s'imposant dans celui de Chicago en  2 h 18 min 31 s.

## Palmarès

### Piste
| Date | Compétition                   | Lieu           | Résultat | Épreuve  |
| ---- | ----------------------------- | -------------- | -------- | -------- |
| 2002 | Championnats du monde juniors | Kingston       | 2e       | 5 000 m  |
| 2003 | Championnats du monde         | Paris          | 1re      | 5 000 m  |
| 2003 | Finale mondiale               | Monaco         | 3e       | 5 000 m  |
| 2004 | Jeux olympiques               | Athènes        | 3e       | 5 000 m  |
| 2005 | Championnats du monde         | Helsinki       | 1re      | 5 000 m  |
| 2005 | Championnats du monde         | Helsinki       | 1re      | 10 000 m |
| 2005 | Finale mondiale               | Monaco         | 2e       | 5 000 m  |
| 2006 | Championnats d'Afrique        | Bambous        | 2e       | 5 000 m  |
| 2006 | Finale mondiale               | Stuttgart      | 1re      | 5 000 m  |
| 2006 | Finale mondiale               | Stuttgart      | 2e       | 3 000 m  |
| 2007 | Championnats du monde         | Osaka          | 1re      | 10 000 m |
| 2008 | Championnats d'Afrique        | Addis-Abeba    | 1re      | 10 000 m |
| 2008 | Jeux olympiques               | Pékin          | 1re      | 5 000 m  |
| 2008 | Jeux olympiques               | Pékin          | 1re      | 10 000 m |
| 2009 | Finale mondiale               | Thessalonique  | 2e       | 5 000 m  |
| 2010 | Championnats d'Afrique        | Nairobi        | 1re      | 10 000 m |
| 2012 | Jeux olympiques               | Londres        | 3e       | 5 000 m  |
| 2012 | Jeux olympiques               | Londres        | 1re      | 10 000 m |
| 2013 | Championnats du monde         | Moscou         | 1re      | 10 000 m |
| 2016 | Jeux olympiques               | Rio de Janeiro | 3e       | 10 000 m |
| 2017 | Championnats du monde         | Londres        | 2e       | 10 000 m |

### Route
| Date | Compétition         | Lieu    | Résultat | Épreuve  | Performance     |
| ---- | ------------------- | ------- | -------- | -------- | --------------- |
| 2014 | Marathon de Londres | Londres | 3e       | Marathon | 2 h 20 min 35 s |
| 2017 | Marathon de Londres | Londres | 2e       | Marathon | 2 h 17 min 56 s |
| 2017 | Marathon de Chicago | Chicago | 1re      | Marathon | 2 h 18 min 30 s |
| 2018 | Marathon de Berlin  | Berlin  | 3e       | Marathon | 2 h 18 min 55 s |

### Cross-country
| Épreuve / Édition | Lausanne 2003 | Bruxelles 2004 | Saint-Galmier 2005 | Fukuoka 2006 | Mombasa 2007 | Édimbourg 2008 |
| Cross junior      | Or            |                |                    |              |              |                |
| Cross court       | 7e            | Argent         | Or                 | -            | -            |                |
| Cross             |               | Or             |                    | Or           | Argent       | Or             |

## Records personnels
| Épreuve       | Temps          | Date            | Lieu           |
| ------------- | -------------- | --------------- | -------------- |
| 3 000 mètres  | 8 min 29 s 55  | 28 juillet 2006 | Londres        |
| 5 000 mètres  | 14 min 11 s 15 | 6 juin 2008     | Oslo           |
| 10 000 mètres | 29 min 42 s 56 | 12 août 2016    | Rio de Janeiro |

| Épreuve      | Temps          | Date            | Lieu   |
| ------------ | -------------- | --------------- | ------ |
| 3 000 mètres | 8 min 33 s 37  | 26 janvier 2008 | Boston |
| 5 000 mètres | 14 min 27 s 42 | 27 janvier 2007 | Boston |

## Distinctions
En 2008, elle est désignée athlète féminine de l'année par le magazine Track & Field News, le titre chez les hommes étant décerné au Jamaicain Usain Bolt.
En 2008, elle partage avec Barbora Špotáková le trophée remis par l'IAAF pour la meilleure performance sportive féminine de l'année. Ce trophée récompense son record du monde établi au Bislett d'Oslo où elle a battu le précédent record de sa compatriote Defar de plus de cinq secondes. Elle avait déjà reçu cette même récompense en 2005.